# Protaetia loudai
Protaetia loudai är en skalbaggsart som beskrevs av Rataj 1998. Protaetia loudai ingår i släktet Protaetia och familjen Cetoniidae. Inga underarter finns listade i Catalogue of Life.